# سيسنا أو-1 بيرد دوق
سيسنا إل-19 / أو-1 بيرد دوق (الكلب الطائر) (بالإنجليزية: Cessna L-19/O-1 Bird Dog)‏ طائرة اتصال ومراقبة. وهي أول طائرة ذات أجنحة ثابتة تبنى بالكامل من المعادن، تطلب من قبل جيش الولايات المتحدة منذ فصل القوات الجوية عن الجيش الأمريكي في عام 1947، لتصبح فرعا خاصا منفصل الخدمة عن القوة الجوية للولايات المتحدة. خدمت بيرد دوق لمدة طويلة في الجيش الأمريكي، وكذلك مع بلدان أخرى.

## التاريخ التشغيلي

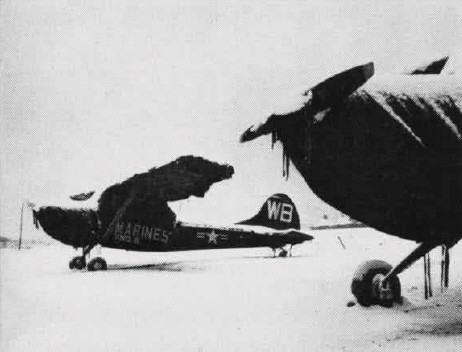
طائرة (OE-1S من VMO 6) تابعة لمشاة البحرية الأمريكية خلال فصل شتاء من 1951-1952 في كوريا

### الخدمة العسكرية

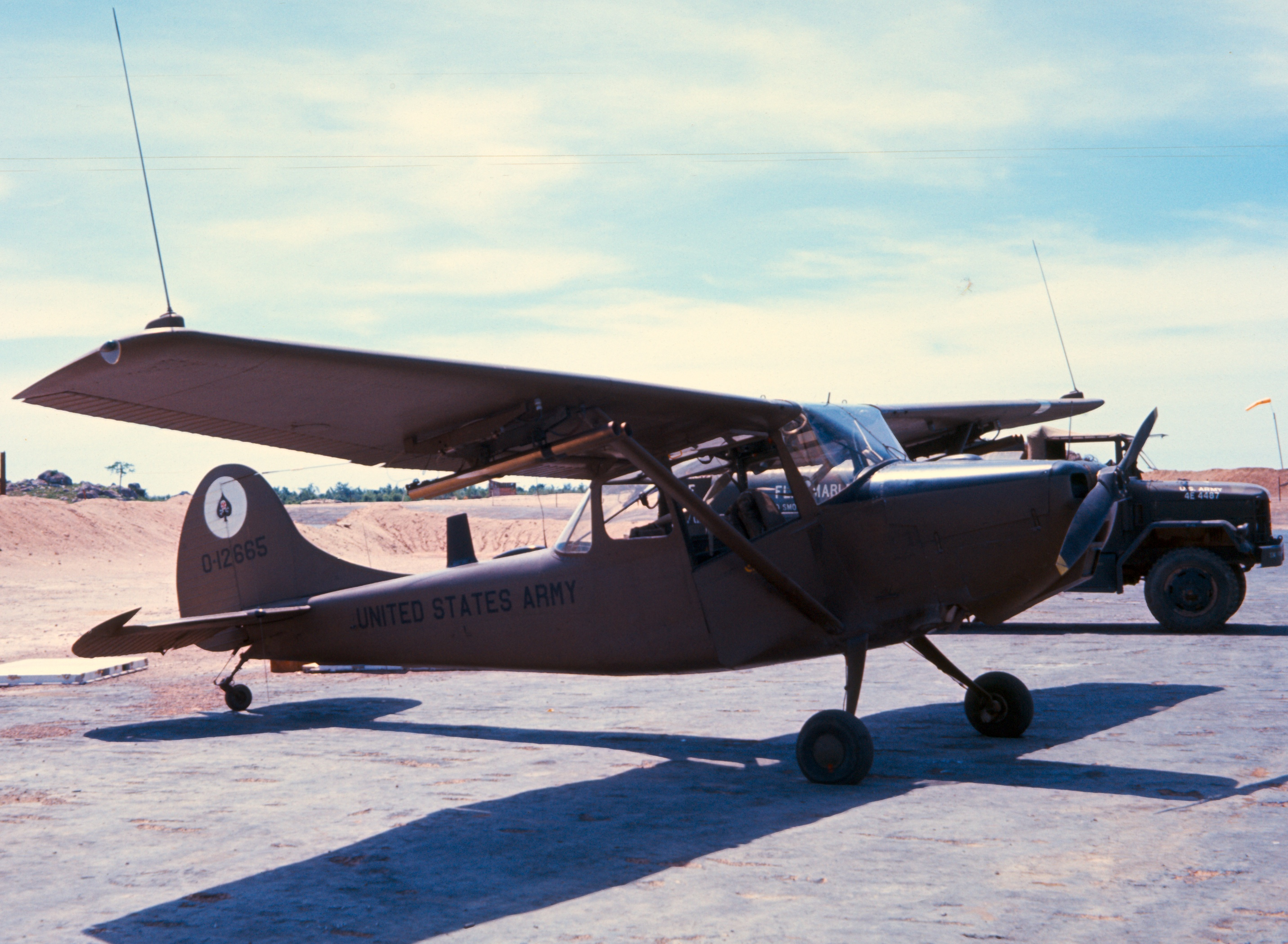
طائرة "L-19 (O-1)" للجيش الأمريكي مع خزان وقود، بالقرب هوى، جمهورية فيتنام، في أواخر 1967 أو أوائل 1968

## المتغيرات

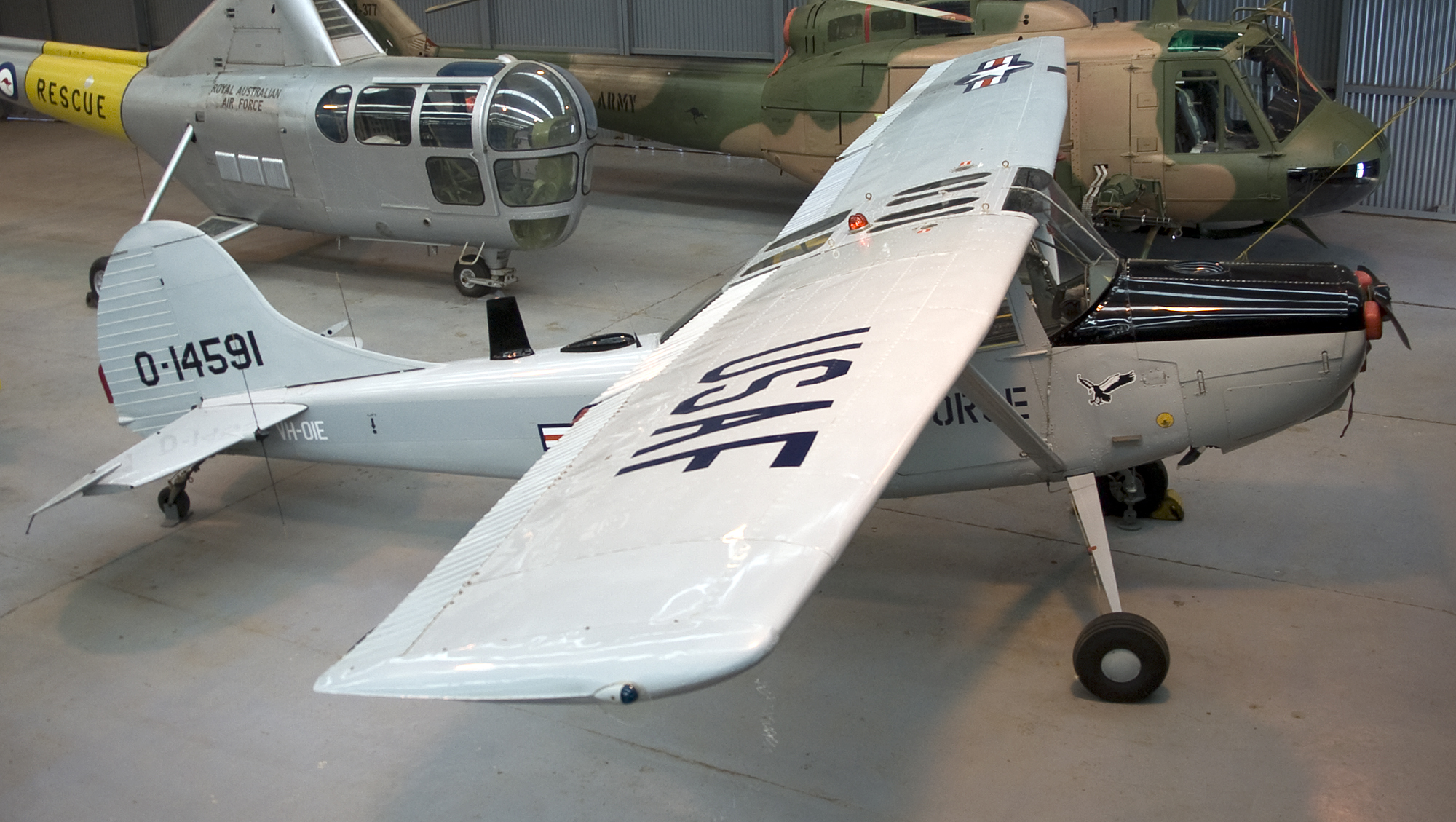
طائرة سلاح الجوي الأميركي (O-1F) معروضة في متحف رف

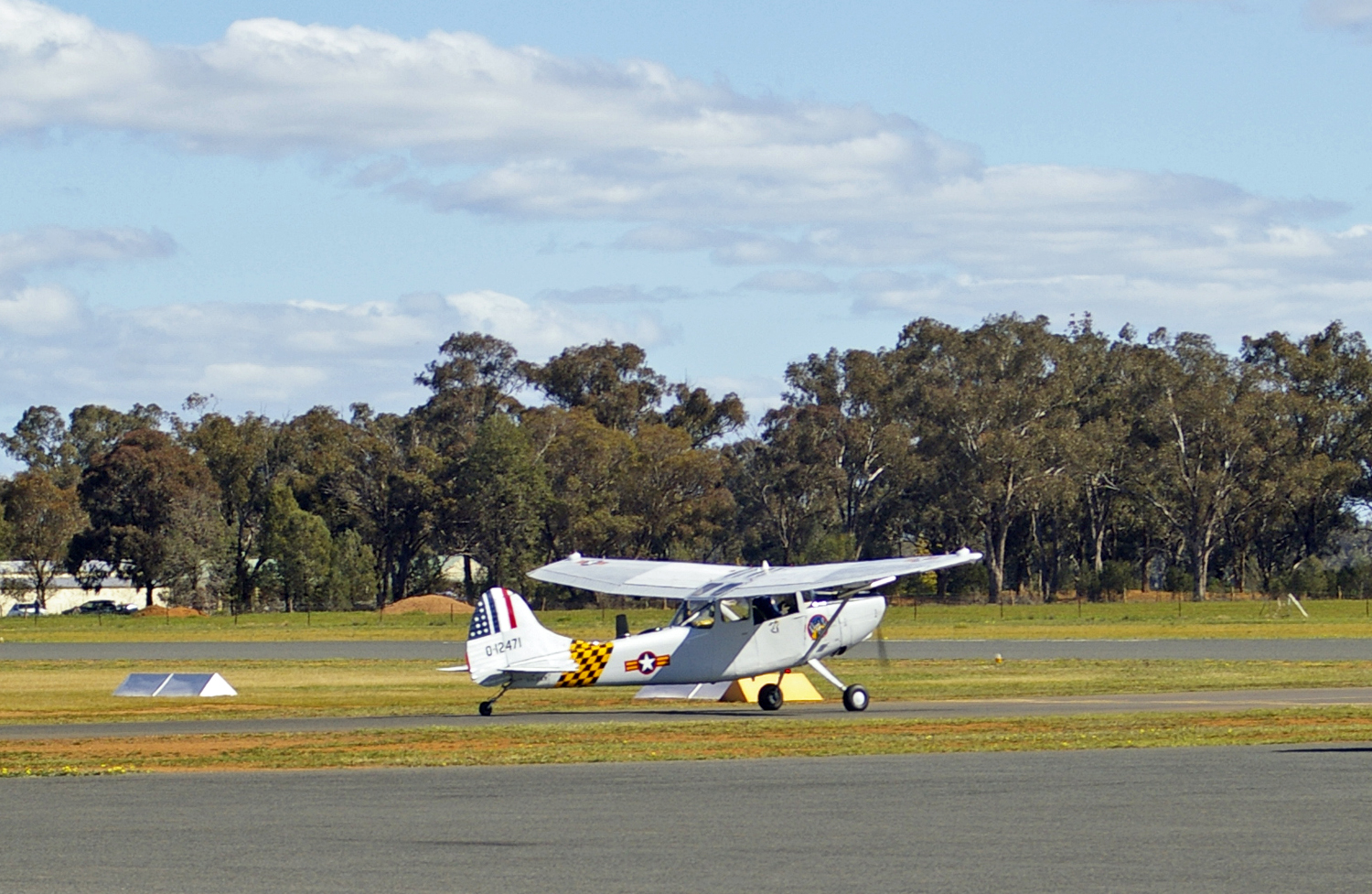
O-1G Bird Dog (305D)

L-19A (Cessna 305A)
TL-19A
XL-19B
XL-19C
TL-19D (Cessna 305B)
L-19E (Cessna 305C)
OE-1
OE-2 (Cessna 321)
O-1A
أعيد تسميتها إلى (L-19A) في عام 1962
TO-1A
O-1B
أعيد تسميتها إلى (OE-1) في عام 1962.
O-1C
أعيد تسميتها إلى (OE-2) في عام 1962
O-1D
TO-1D
أعيد تسميتها إلى (TL-19D) في عام 1962
O-1E
أعيد تسميتها إلى (L-19E) في عام 1962
O-1F (Cessna 305E)
O-1G (Cessna 305D)
CO-119
SIAI-Marchetti SM.1019
Cessna 325

## المشغلين
أستراليا
- جيش أستراليا.

 النمسا
- سلاح الجو (النمسا)[4]

 البرازيل
- القوات الجوية البرازيلية

 كمبوديا
- Khmer Air Force[5]

 كندا
- سلاح الجو الملكي الكندي
- الجيش الكندي
- Royal Canadian Air Cadets[6]

 تشيلي
- سلاح الجو التشيلي[5]

 فرنسا
- القوات البرية الفرنسية[7]

 إندونيسيا
- القوات البرية الإندونيسية

 إيطاليا
- جيش إيطاليا[8]

 اليابان

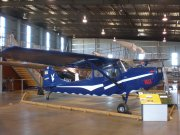
The Australian Army's sole L-19A was 51-4883 Bunny 2, seen here displayed at the Army Aviation Museum, Oakey, in 2007. This was acquired and operated unofficially in Vietnam.

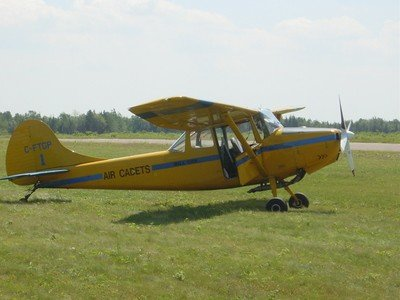
This L-19E was used by the Royal Canadian Air Cadets in the Atlantic region of Canada. The four-blade propeller and exhaust modifications are visible.

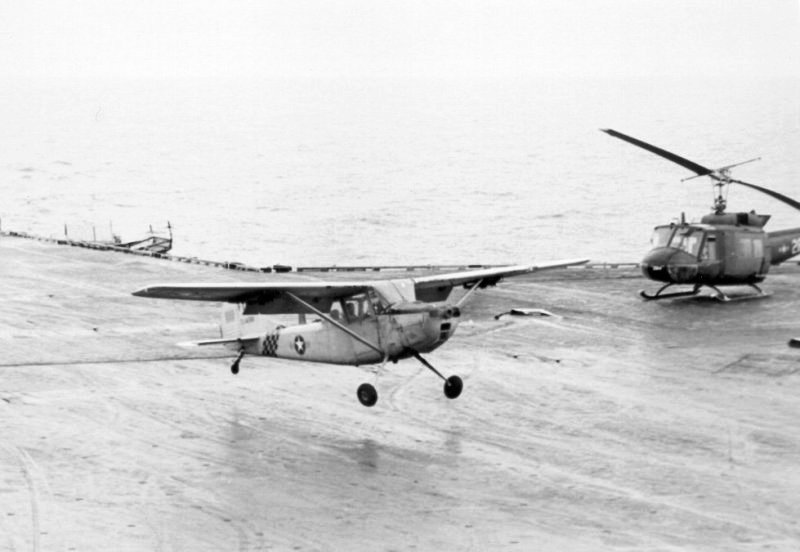
Major Buang of the قوات فيتنام الجنوبية الجوية landed his O-1 aboard during عملية الريح المتكررة.

- قوة الدفاع الذاتي البرية اليابانية[8]

- Royal Lao Air Force

 مالطا
- Armed Forces of Malta Air Wing تلقت خمسة O-1ES من إيطاليا في عام 1992.[9]

 النرويج
- سلاح الجو الملكي النرويجي[10]

 باكستان
- الجيش الباكستاني[11]

 الفلبين
- القوات الجوية الفلبينية
- Philippine Navy
- الجيش الفلبيني  [لغات أخرى]‏

 كوريا الجنوبية
- سلاح الجو الكوري الجنوبي[12]

 فيتنام الجنوبية
- قوات فيتنام الجنوبية الجوية[13]

 إسبانيا
- القوات الجوية الإسبانية[14]
- الجيش الملكي الإسباني[15]

 السعودية
- القوات الجوية الملكية السعودية

 تايوان
- جيش تايوان
- Republic of China Marine Corps

 تايلاند
- سلاح الجو الملكي التايلاندي
- الجيش الملكي التايلاندي
- البحرية الملكية التايلاندية

 الولايات المتحدة
- القوات الجوية الأمريكية
- القوات البرية للولايات المتحدة
- قوات مشاة بحرية الولايات المتحدة
- Civil Air Patrol

 فيتنام
- القوات الجوية الشعبية الفيتنامية (أستولي عليها من فيتنام الجنوبية)

## مواصفات (O-1E)
البيانات من Jane's All The World's Aircraft 1962–63
الخصائص العامة
- الطاقم: one/two
- الطول: 25 ft 10 in (7.88 m)
- باع الجناح: 36 ft 0 in (10.97 m)
- الارتفاع: 7 ft 4 in (2.23 m)
- مساحة الجناح : 174 sq ft[17] (16.16 m²)
- الوزن فارغة: 1,614 lb (734 kg)
- وزن الإقلاع الأقصى: 2,430 lb (1105 kg)
- محرك الطائرة: 1 × Continental O-470-11 flat six piston, 213 hp (159 kw)

الأداء
- السرعة القصوى: 115 mph (100 knots, 185 km/h)
- سرعة العبور: 104 mph (87 knots, 167 km/h)
- سرعة انهيار: 54 mph (47 knots, 87 km/h)
- مدى (طائرة): 530 miles (460 nmi, 853 km)
- سقف الخدمة: 18,500 ft (5,640 m)
- معدل الصعود: 1,150 ft/min (5.8 m/s)
- Take-off distance to 50 ft (15 m): 560 قدم (170 م)

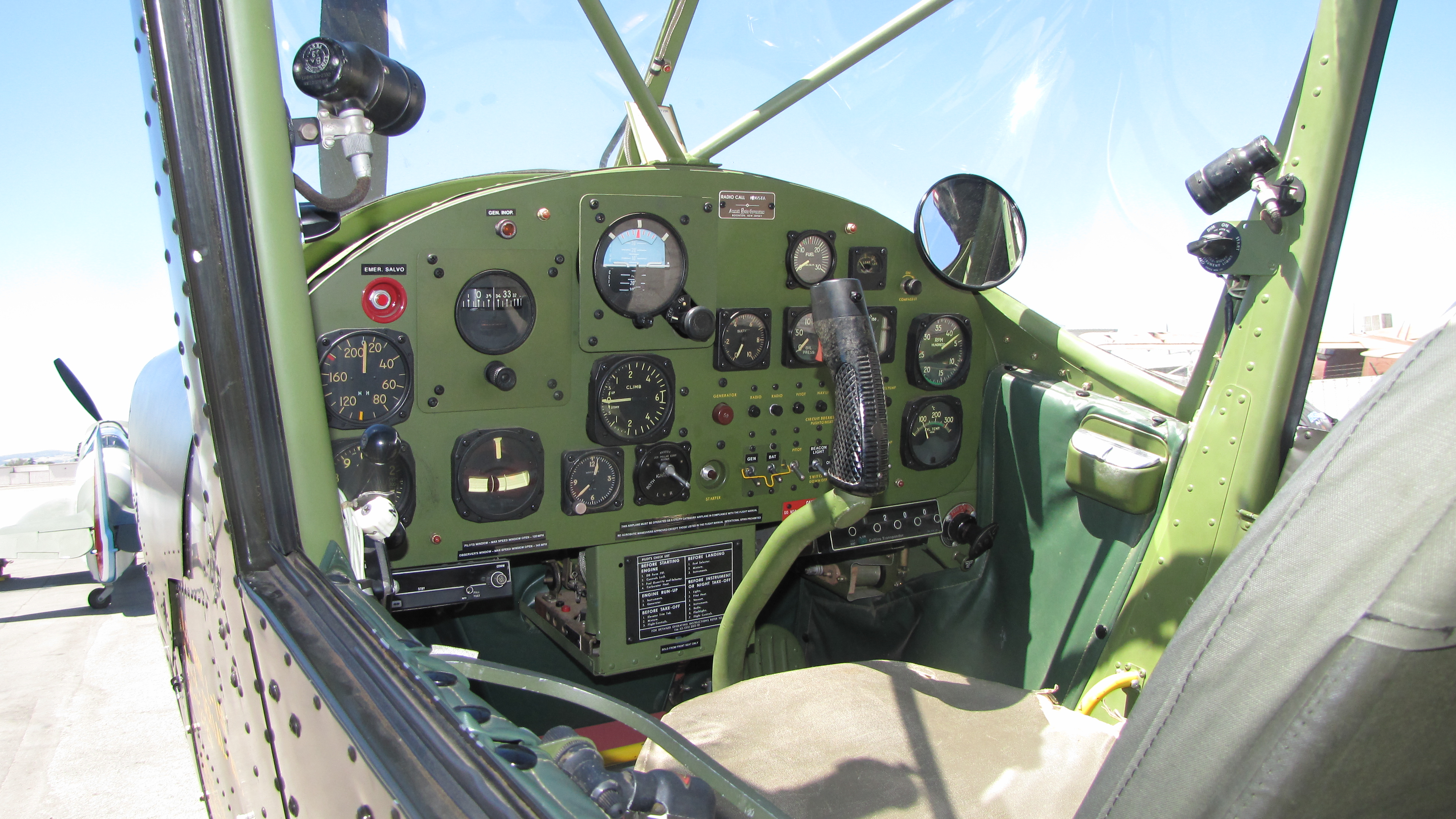
Instrument panel of an O-1

- Landing distance from 50 ft (15 m): 600 قدم (180 م)

## وصلات خارجية
- Atlantic Canada Aviation Museum
- Warbird Alley
- Standard Aircraft Characteristics: O-1C (Navair Publication)
- Video clip: Historic footage of Cessna O-1 landing by VNAF pilot Major Buang aboard USS Midway during Operation Frequent Wind
- الفيلم القصير STAFF FILM REPORT 66-19A (1966) متوفر للتحميل من موقع أرشيف الإنترنت [المزيد]